# チビ列車ティティポ
チビ列車ティティポ（チビれっしゃティティポ、別題：ティティポ・ティティポ、朝鮮語：띠띠뽀 띠띠뽀、TITIPO TITIPO）は、大韓民国のIconix Entertainmentが企画し、EBSとソウル特別市が共同制作したフル3Dアニメーションである。

## 概要
幼児向けアニメーションで、カラフルな色遣いをする点や乗り物（電車や汽車）を題材にしている点は『きかんしゃトーマス』や『チャギントン』に酷似している。
作品は英語等にも吹き替えられている。日本では2019年10月からYouTubeにて『ちびっこ列車ティティポ』（現・チビ列車ティティポ）のタイトルで日本語吹き替え版が公開されている。
本作は『ちびっこバス タヨ』（朝鮮語題：꼬마버스 타요（コマボス タヨ）、Tayo the Little Bus）のスピンオフのアニメという位置付けであり、時折タヨをはじめとした『ちびっこバス タヨ』のキャラクターたちも登場する。シーズン１の第15話では「ティティポとタヨ」というタイトルでタヨと関わるストーリーが描かれている。
日本語版の場合、声優の多くはちびっこバス タヨのアフレコも担当している。

## 登場人物
■は女性。無印は男性。
ティティポ（띠띠뽀、Titipo）
CV：向日一花
本編の主人公。新しく作られた旅客用電気式ディーゼル機関車。赤/白色。好奇心旺盛で、知りたいことや行きたい所が多い。列車の仕事が大好きで前向きな性格。少し突拍子もない面があり、よく失敗することもある。シーズン1第2話から汽車村に配属され、同期第3話から脱線事故を起こしたブンブンに代わる形で初運行を任された。シーズン2第20話ではディーゼルと共に速度オーバーによりカーブ区間で横倒しになる形で初めて脱線事故を起こした。『ちびっこバス タヨ』では第5期第5話から登場し、同話でタヨとレースをしたが、この時何故か客車を連結したままレースをしていた。
韓国鉄道7000形ディーゼル機関車及び同鉄道9211系気動車がモデルになっているが、「運転室の窓が1枚」「前部連結器が格納式」等、実車と異なる部分が幾つか見受けられる。客車のモデルは韓国鉄道ムグンファ号形客車で、塗装のモデルは西日本の近鉄伊勢志摩ライナーである。
ジニー（지니、Genie）■
CV：向日一花
優しく誠実な優等生。花などの綺麗で可愛らしいものが好き。『ちびっこバス タヨ』では第5期第5話から登場し、同期第17話では線路上に木が倒れて動けなくなっていたところをロギに助けられた。
旅客用の電車（厳密に言うと電気機関車）。ピンク/白色。モデルとなった車両は、フランス・ベルギー・ドイツ・オランダ直通用高速列車「タリス」で使用されているPBKA型であるが、中間車が連接構造ではなく連結器で繋がっていたり、電車なのに何故か警笛ではなく蒸気機関車の汽笛のような音を鳴らしたりと実車と異なる部分が幾つか見受けられる。
ディーゼル（디젤、Diesel）
CV：獅子山虎々
緑色の貨物用ディーゼル機関車。シーズン1第2話で初登場。悪戯好きでよく仲間をからかう。自分が一番力がある機関車だと思っており、沢山でたらめや冗談を言ったりする。『ちびっこバス タヨ』では第5期第5話から登場し、同シーズン第19話ではタヨとロギとラニとガニからの依頼で、ブーバーの為に素敵なサプライズを用意した。
EMD F45型ディーゼル機関車(英語版)がモデルになっているが、車軸配置がB'o-B'oになっている、前部連結器が格納式になっている、警笛が運転室の上ではなく運転室の前に備わっている等、実車と異なる部分が幾つか見受けられる。
エリック（에릭、Eric）
CV：藤村ひろ
経験豊富な旅客用電気機関車。シーズン1第2話で初登場。頼もしい先輩で、普段は積極的な性格ではないが、問題が発生した時には率先して助けてくれる。『ちびっこバス タヨ』では第5期第5話から登場。青/白色。汽車村と周辺都市とを行き来している。
モデルとなった車両は日本国鉄EF80形電気機関車（同国鉄EF65形0番台若しくはEF81形する説もある）であるが、片運転台構造になっている、モデル機にはない貫通路が後部にある、前部の連結器が格納式になっている等、実車と異なる部分が幾つか見受けられる。
シンシン（씽씽、Xing Xing）■
CV：佐々木彩乃
汽車村の中で最速の旅客用電車（厳密に言うと電気機関車）。白色。シーズン1第2話で初登場。近代的でおしゃれなルックスのため高飛車に見えるが、外見とは裏腹にやや消極的な性格で、言葉数が少ない。
モデルとなった車両は韓国の水西平沢高速線のSRTで使用されているSR130000系電車（KTX山川の140000系電車とする説もある）であるが、ジニー同様、中間車が連接構造ではなく連結器で繋がっていたりと実車と異なる部分が幾つか見受けられる。また、彼女の客車の最後尾車両にも運転台(車掌室と思われる)があるが、今の所その運転台を先頭にして走行する描写はない。因みに実車には運転台と客室が一体化した車両は存在しない。塗装はICEがモデルである。
『ちびっこバス タヨ』では第5期第5話から登場。
セッター（세터、Setter）
CV：黒沢寿樹
入替用の中型電気式ディーゼル機関車。水色。シーズン1第3話で初登場。。屋内での仕事が多いため外で遊ぶことは好きではなかったが、ティティポとピクニックに出かけたのを機に考えを改めた。シーズン2第21話では初めて故障し、部品が届くまで数日間汽車製作所で過ごした。
モデルとなった車両は韓国鉄道2100形ディーゼル機関車（韓国語版）。
フィックス（픽스、Fix）
CV：藤村ひろ
クレーンを装備する保線用機関車。リフトとコンビを組んで脱線事故の復旧作業を行ったり、故障車両を牽引（連結するのではなく自身のクレーンのフックを故障車両の連結器に引っ掛ける）したりしている。シーズン1第2話で初登場。リフトと一緒にラップを歌うことが得意で、愉快な性格の持ち主。
リフト（리프트、Lift）
CV：中嶋有志
コミカルな軌陸式フォークリフト。フィックスとコンビを組んで脱線事故の復旧作業を担当する。シーズン1第2話で初登場。比較的器用な為、問題が発生した列車たちの為に様々なことを処理する。真面目で物事を手早く処理できる。フィックスと一緒にラップを歌うことが得意。
ロコ（로코、Loco）
CV：上条佑人
末っ子の液体式ディーゼル機関車。黄色。シーズン1第16話で初登場。遊び心が強く、無邪気な性格。生まれつきの可愛さから、仲間たちから愛されている。『ちびっこバス タヨ』では第5期第5話から登場し、同話でタヨとティティポのレースの実況を見ていたが、この時何故かコンテナ貨車を連結していた。
モデルとなった車両は中国国鉄東方紅3型ディーゼル機関車だが、片運転台構造になっている、前部の連結器が格納式になっている、実機にはない貫通扉が後部にある等実車と異なる部分が幾つか見受けられる。
トニー（토니、Tony）
CV：獅子山虎々
経験豊富な貨物用ディーゼル機関車。テオとは長い付き合い。誠実でちびっ子列車達に親切な性格。劇中では目と鼻が四角い同型・同色のディーゼル機関車が登場している他、『ちびっこバス タヨ』では同名の白い軽トラックが登場している。
モデルとなった車両は中国国鉄のND5型ディーゼル機関車の1次型だが、車軸配置がB'o-B'oになっている、前部連結器が格納式になっている、サイドデッキが省略されている等、実車と異なる部分が幾つか見受けられる。
クレイニー（크레이니、Craney）
CV：伊藤清人
港で海上コンテナの積み下ろしをしているガントリークレーン。豪快な性格の持ち主であり、仲間をからかうこともある。劇中では同型・同色のクレーンが数台確認されている。
バニー（버니、Berny）
CV：獅子山虎々
内気なアメリカ出身の貨物用電気式ディーゼル機関車。オレンジ色。シーズン1第7話で初登場。マニーの双子の弟。マニーとの見分け方は、オレンジ色の部分がマニーより薄い事と、警戒塗装が上向きで、鼻が緑色で、ワイパーが上に付いている事。マニーとは反対に物静かで声も小さく、いつも慎重で几帳面な性格である一方、動物や花に興味がある。
モデルとなった車両はGE Dash 9-40CW型ディーゼル機関車だが、車軸配置がB'o-B'oになっている、前部連結器が格納式になっている等、実車と異なる部分が幾つか見受けられる。
マニー（매니、Manny）
CV：伊藤清人
豪放なアメリカ出身の貨物用電気式ディーゼル機関車。オレンジ色。シーズン1第7話で初登場。バニーの双子の兄。バニーとの見分け方は、オレンジ色の部分がバニーより濃い事と、警戒塗装が下向きで、鼻が青色で、ワイパーが下に付いている事。バニーとは反対に穏やかな性格で声が大きく、何事にも勇敢だが動物が苦手。
モデルとなった車両はGE Dash 9-40CW型ディーゼル機関車だが、車軸配置がB'o-B'oになっている、前部連結器が格納式になっている等実車と異なる部分が幾つか見受けられる。
オレンジ色と黒色の電気機関車（오렌지색과 검은 색의 전기 기관차 、Orange and black electric locomotive）
貨物運用に就いている電気機関車。一人称及び本名は不明。ティティポの後ろから警笛を鳴らして怒鳴りつけた。モデルとなった車両は中国国鉄韶山1型電気機関車。作中では同型機が数台登場している。
ダニー（대니、Danny）
保線用ディーゼル車。シーズン1第23話で初登場。昼間に働く列車達が安全に運行できるよう、夜間に線路の安全確認を行っている。モデルとなった車両はユニオン・パシフィック鉄道のEC5型保線用ディーゼル車。夜を怖がるロコのために、不安を克服できるようにアドバイスを与える。仕事上の関係で昼間は寝ていることが多い。
スチーム（스팀、Steam）
CV：伊藤清人
無人駅で展示されているお爺さん蒸気機関車。老体のため通常運行はしないが、ティティポとの出会いを通じて、体験運行としてではあるが再び運行できるようになる。ハーブとは旧知の仲。『ちびっこバス タヨ』では第5期第19話から登場し、同話でブーバーとも交流があった事が判明し、タヨとロギとラニとガニとディーゼルが用意したサプライズによってブバとの再会を果たした。モデルは朝鮮総督府鉄道パシコ型と南満州鉄道パシイ型を合わせたような見た目をしているが、炭水車はない。
炭水車がない上に国鉄C10形蒸気機関車もモデルとなる。
他のモデルは国鉄D51形蒸気機関車である。
ブンブン（윙윙、Boom-Boom）
CV:春本まひろ
お調子者の気動車 。シーズン1第3話で登場。旅客運行の為に汽車村管制センターに向かう途中にカーブ区間でスピードを出しすぎて横転する形で脱線してしまい、フィックスとリフトによって修理工事に送られた。その為ティティポが代わりに初運行を任された。
モデルとなった車両は韓国鉄道9501系気動車であるが、実車にある後ろ寄りの乗降用ドアがなかったり、前部連結器が格納式になっていたりと実車と異なる部分が幾つか見受けられる。シーズン2第8話ではティティポと同じカラーリングの同型車が登場し、汽車村に行く途中でよそ見をしてティティポとはぐれたジェニーにティティポと間違えられて声を掛けられた。
ジェニー（제니、Jenny）■
CV：青山ゆりか
長距離貨物用ディーゼル機関車。シーズン2第2話で初登場。EMD F7形ディーゼル機関車がモデルになっている。長距離運行中に砂漠地帯で気絶したティティポを発見し、彼を助けて元気付ける。少しサバサバした性格と口調が特徴。フィックスとリフトと同様ラップを歌うことが得意。シーズン2第8話から汽車村に仲間入りした。それ以前は長い間長距離貨物運用をしてきた為、長距離運用の知識を持ち合わせている。『ちびっこバス タヨ』では歌手を目指すストリートパフォーマーの女の子が同名で登場している（日本語版では声優も同じ）。
テオ（테오、Teo）
CV：藤村ひろ
整備士。汽車製作所に常駐し、新米列車たちに運行ルールなどの教育や運行練習を行っている。スクーターを所有している。前向きで明るい性格の持ち主。機械についての知識が豊富。幼少期から後述のスーパーゼットのファンでもあり、整備士になったのもその為である。整備士になって、ガーディアンXの撮影中に故障したスーパーゼットの修理をする際に対面している。『ちびっこバス タヨ』では第5期第5話から登場する。儒教の思想により、目上の人を敬う習慣の強い韓国においては単に「テオ」では失礼にあたるため、朝鮮語版において、ちびっこ列車たちは「テオ兄さん」を意味する「테오 오빠（テオ オッパ）」と呼んでいる。なお、日本語版も含めた他言語版では単に「テオ」と呼ばれることが多い（日本語版については「テオ兄さん」と表現されることもある）。
ハーブ（허브、Herb）
CV：中嶋有志
汽車村管制センターの所長。シーズン1第2話で初登場。列車の運行スケジュールを管理し、列車達に指示を出している。時間ピッタリでスムーズかつ安全運行を第一としている。皆からは「ハーブおじさん（허브 아저씨、ハブ アジョシ）」と慕われている。スチームとは旧知の仲。最初は犬が苦手だったが、ポポの面倒を見てからはそれを克服した。『ちびっこバス タヨ』では第5期第17話から登場し、同話でジニのピンチを救ったロギにモニター越しに感謝のメッセージを述べた。同期第19ではブーバーとも交流があった事が判明し、同話でブーバーとの再会を果たした。
ポポ（原名：치치（チチ）、ChiChi）
CV:春本まひろ
コンの産んだ子犬。ハーブが面倒を見ている。悪戯好きだが、犬が苦手だったハーブが好きになるほど可愛らしい。名付け親はハーブで、汽車走行時の擬音を示す「シュッシュッポッポ」に由来する（日本語版の場合）。
ガーディアンX（가디언 X、 Guardian X）
CV:伊藤清人
ちびっこ列車達が憧れる映画の主人公のスーパーヒーロー。シーズン1第17話で初登場。クールだが優しい性格の持ち主。ディーゼルと出会った際に彼の車体にサインを書くが、ディーゼルが雨に濡れてサインが消えてしまった事をティティポとジーニーから聞かされた時には自身のサイン入りの写真をディーゼルにプレゼントした。『ちびっこバス タヨ』では第5期第10話から登場する。　
サンダーボルト（썬더 볼트 、Thunderbolt）
　  CV:五十嵐優樹
ガーディアンＸの相棒であるスーパーカー。シーズン1第17話で初登場。
スーパーゼット（슈퍼 Z 、Super Z）
　  CV:三楠紡
昔人気だったヒーローで、トニーの同型機。シーズン2第20話に登場。ガーディアンXの番組に登場する。車体上部に搭載しているブースターによりスピードアップが可能。テオは彼のファンである。撮影中に故障で動けなくなっていたが、ティティポに乗って撮影現場まで来たテオに修理され、その後、テオと一緒に記念撮影をした。
ナレーター
五十嵐優樹
他多数。『ちびっこバス タヨ』から登場するキャラクターについては『ちびっこバス タヨ』の登場キャラクターの項目を参照。

## 製作陣
- 企画： EBS
- 製作：（株） アイコニックス 、 EBS 、ポロロパーク

## 放映リスト

### シーズン1
| 話数 | タイトル                       | 放送日        |
| ---- | ------------------------------ | ------------- |
| 1話  | 迷子になっちゃった             | 2018年1月1日  |
| 2話  | 初めての汽車村                 | 2018年1月2日  |
| 3話  | ティティポ、初めての運行       | 2018年1月8日  |
| 4話  | 僕も上手になりたい             | 2018年1月9日  |
| 5話  | 採石場に行ったティティポ       | 2018年1月15日 |
| 6話  | お友達になりたい               | 2018年1月16日 |
| 7話  | マニーの秘密                   | 2018年1月22日 |
| 8話  | ティティポとセッターのお出かけ | 2018年1月23日 |
| 9話  | 点検は怖いよ                   | 2018年1月29日 |
| 10話 | バニーが得意な仕事             | 2018年1月30日 |
| 11話 | ちびっこ列車の合唱             | 2018年2月5日  |
| 12話 | フィックスとリフトは大忙し     | 2018年2月6日  |
| 13話 | エリックとティティポ           | 2018年2月12日 |
| 14話 | ジニーと子犬                   | 2018年2月13日 |
| 15話 | ティティポとタヨ               | 2018年2月19日 |
| 16話 | 新しいお友達、ロコ             | 2018年2月20日 |
| 17話 | ディーゼルの宝物               | 2018年2月26日 |
| 18話 | テレビに出たい                 | 2018年2月27日 |
| 19話 | 台風はこわいよ                 | 2018年3月5日  |
| 20話 | ディーゼルのやきもち           | 2018年3月6日  |
| 21話 | スチームの新しいお仕事         | 2018年3月12日 |
| 22話 | きれいなのが一番               | 2018年3月13日 |
| 23話 | 幽霊騒ぎ                       | 2018年3月19日 |
| 24話 | ハーブおじさんの一日           | 2018年3月20日 |
| 25話 | 汽車村を守れ！                 | 2018年3月26日 |
| 26話 | じゃあね、ティティポ           | 2018年3月27日 |

### シーズン2
| 話数 | タイトル                     | 放送日         |
| ---- | ---------------------------- | -------------- |
| 1話  | 長距離試験運行1              | 2019年8月26日  |
| 2話  | 長距離試験運行2              | 2019年9月2日   |
| 3話  | ディーゼルが変わってしまった | 2019年9月9日   |
| 4話  | ハーブおじさんと子犬         | 2019年9月16日  |
| 5話  | フィックスとリフトの喧嘩     | 2019年9月23日  |
| 6話  | 素敵な貨物列車ロコ           | 2019年9月30日  |
| 7話  | 厄介犬ポポ                   | 2019年10月7日  |
| 8話  | ようこそジェニー             | 2019年10月14日 |
| 9話  | ダニーと仲間たち             | 2019年10月21日 |
| 10話 | 助けて、ジニー               | 2019年10月28日 |
| 11話 | ごめん、エリック             | 2019年11月4日  |
| 12話 | ハーブおじさんの休息         | 2019年11月11日 |
| 13話 | ディーゼルの不思議な一日     | 2020年5月15日  |
| 14話 | 俳優になったマニーとバニー   | 2020年5月21日  |
| 15話 | エリックは最高！             | 2020年5月28日  |
| 16話 | 仕事を交換しよう！           | 2020年5月29日  |
| 17話 | シンシンの秘密               | 2020年6月4日   |
| 18話 | ディーゼルとロギ             | 2020年6月5日   |
| 19話 | ティティポのタイムスリップ   | 2020年6月11日  |
| 20話 | テオ兄さんへのプレゼント     | 2020年6月12日  |
| 21話 | セッターの体調不良           | 2020年6月18日  |
| 22話 | ディーゼルと赤ちゃん車たち   | 2020年6月19日  |
| 23話 | ジニーの新しい親友           | 2020年6月26日  |
| 24話 | 故障した洗車機               | 2020年7月3日   |